# 중심립

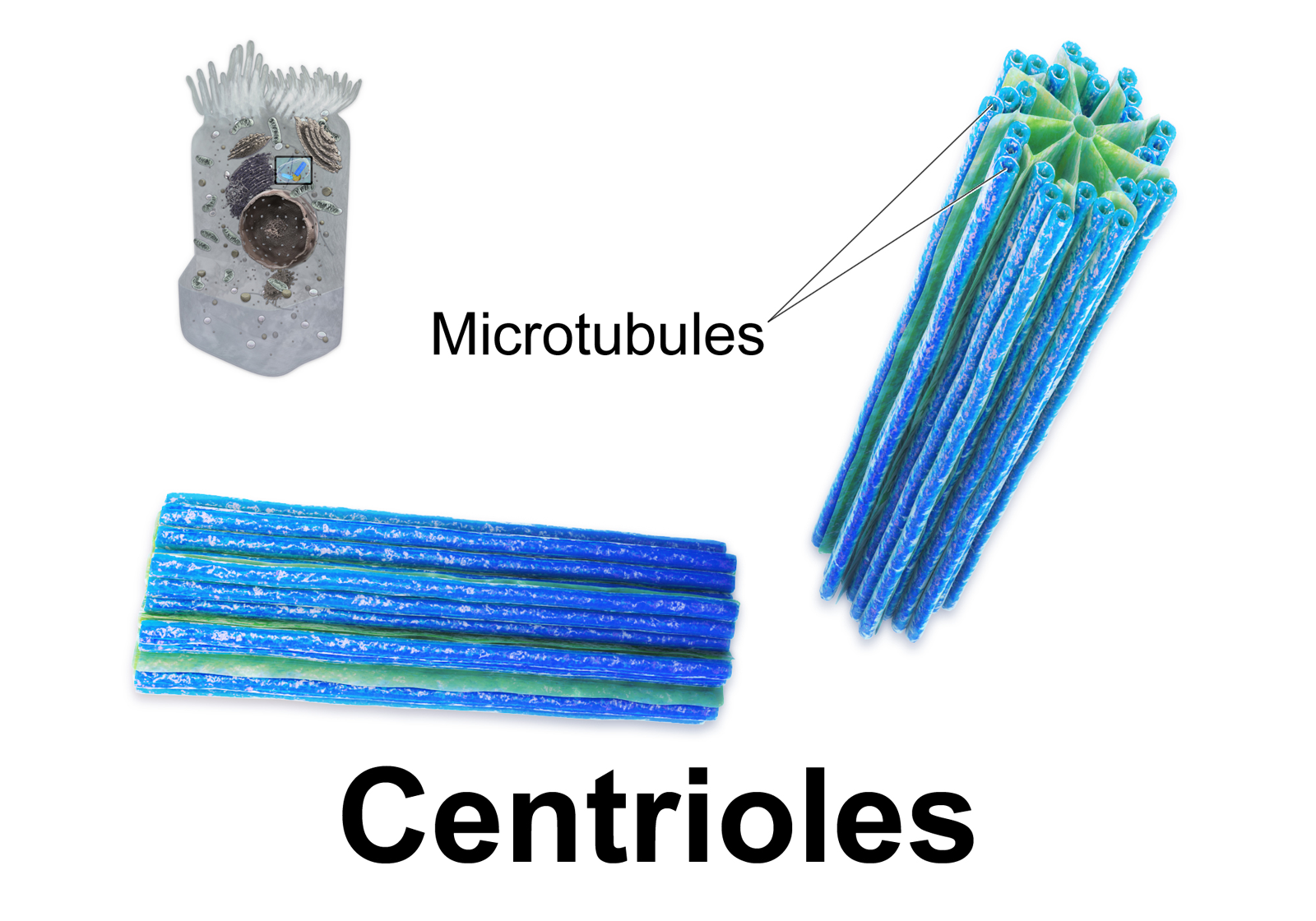

중심립(中心粒, 영어: centriole)은 원통형태의 미세소관 구조이며, 대부분의 동물 세포에서 발견되며, 또한 식물 세포에서는 일반적이진 않지만 균류, 조류 등에서도 발견된다. 각 중심립의 벽은 아홉개의 세 쌍으로 이루어진 미세소관으로 구성되지만, 초파리 등에 있어서는 아홉개의 두 쌍으로 이루어진 미세소관으로 구성된다. 예쁜꼬마선충(Caenorhabditis elegans)의 정자와 초기 배아는 아홉개의 단일 미세소관으로 구성된다.
두 개의 중심립은 서로 직각으로 배열되며, 주변에 단백질로 감싸여져서 중심체를 이룬다. 중심립은 세포분열시에 중요하다. 중심립은 유사분열방추를 구성하며, 이는 염색체를 서로 당겨서 분열시킨다. 세포를 크게 식물세포와 동물세포로 분류했을 때, 일반적으로 세포 연구 초중반기에는 동물세포의 분열에는 중심체가 필요하다는 것이 정설이었으나, 연구가 진행되면서 일부 동물세포의 경우에도 중심체가 세포 분열에 있어서 "반드시" 필요한 것은 아니라는 것이 확인되고 있다. 반면, 식물세포는 보통의 경우 분열 시 중심체의 도움을 받지 않고도 염색체 분리에 필요한 미세소관을 형성하는 것이 많은데, 이는 식물세포의 경우 '일반적'으로 미세소관이 핵막으로부터 생성되는 것이 다수이기 때문이다.
초파리(Drosophila melanogaster)의 돌연변이 암컷에서 기원한, 중심체가 없는 세포(세포주 1182-4)가 이미 발견된 바가 있다.
최근에는 암 치료 연구의 일환으로도 연구가 진행되기도 한다.
녹조류의 한 종인 Chlamydomonas reinhardtii의 중심립을 구성하는 단백질은 밝혀졌다.
1. ↑  Debec A, Loppin B, Zheng C, Liu X, Megraw TL. The Enigma of Centriole Loss in the 1182-4 Cell Line. Cells. 2020 May 23;9(5):1300. doi: 10.3390/cells9051300. PMID: 32456186; PMCID: PMC7290863.
2. ↑  Prat, Roger (2000년 2월 15일). “La mitose chez les végétaux” (프랑스어). 2024년 9월 3일에 확인함.
3. ↑  Debec, Alain; Loppin, Benjamin; Zheng, Chunfeng; Liu, Xiuwen; Megraw, Timothy L. (2020년 5월 23일). “The Enigma of Centriole Loss in the 1182-4 Cell Line”. 《Cells》 (영어) 9 (5): 1300. doi:10.3390/cells9051300. ISSN 2073-4409. PMC 7290863. PMID 32456186.
4. ↑  Froidevaux-Klipfel, Laurence (2011년 12월 14일). “Implication des septines recrutées sur les microtubules tyrosinés et polyglutamylés dans la résistance au taxol de cellules cancéreuses mammaires MDA-MB 231” (프랑스어).